# 鄂北荛花
鄂北荛花（学名：Wikstroemia pampaninii）为瑞香科荛花属下的一个种。

## 扩展阅读
- 維基物種上的相關：鄂北荛花